# دینا جکسون
دینا جکسون (انگلیسی: Deanna Jackson؛ زادهٔ ۱۵ دسامبر ۱۹۷۹) بازیکن بسکتبال اهل ایالات متحده آمریکا است.
وی در مسابقات کشوری و بین‌المللی در مجموع برندهٔ ۱ مدال طلا شده‌است.